# Apispiralia albocincta
Apispiralia albocincta é uma espécie de gastrópode do gênero Apispiralia, pertencente a família Mangeliidae.